# Veleidad
Veleidad puede referirse a una voluntad antojadiza o un deseo vano (esto es, una ligera apetencia hacia alguna cosa pero no suficiente como para motivar a hacer algo por lograrla) o bien a la inconstancia, ligereza o mutabilidad reprensible en los dictámenes, determinaciones o estados de ánimo.

## Psicología
En psicología de la voluntad se usa para indicar un estado de volición deficiente. La veleidad es la apetición afectada de duda, mutabilidad e inconstancia. El veleidoso no llega a decidirse de modo definitivo, no rechaza la acción, la considera posible y aun legítima, pero ardua y poco probable. Cuando la veleidad se hace persistente y habitual, se convierte en impotencia de determinación y abulia.
Leibniz entendía por veleidad el grado ínfimo del deseo, o sea aquel que está más cerca de la indiferencia; el disgusto, dice, que causa la ausencia de una cosa deseada es tan pequeño en el veleidoso, que no llega a despertar en su ánimo la inclinación a buscar los medios de conseguirla. En un pasaje de su Teodicea añade que las veleidades no son más que una especie muy imperfecta de voliciones condicionales: Yo querría, si pudiese (liberet, si liceret) son los casos en que el contenido de la volición no es el querer, sino el poder. Continúa explicando que la veleidad no cabe en Dios, ni es posible confundirla con las voliciones antecedentes: "nuestro imperio sobre las voliciones solo puede ejercerse de una manera indirecta y seríamos desgraciados si pudiéramos ser dueños de nosotros mismos, en el sentido de poder querer sin motivos. Quejarse de no tener semejante imperio equivaldría a razonar como Plinio, que encuentra qué objetar al poder de Dios porque no puede destruirse a sí mismo."
Las causas de la veleidad son más complejas de lo que parece a simple vista, entre ellas: predisposiciones congénitas, enfermedades, hábitos contraídos, defectos de educación, etc.